# Карданья
Карданья (порт. Cardanha) — район (фрегезия) в Португалии, входит в округ Браганса. Является составной частью муниципалитета Торре-де-Монкорву. По старому административному делению входил в провинцию Траз-уж-Монтиш и Алту-Дору. Входит в экономико-статистический субрегион Доуру, который входит в Северный регион. Население составляет 276 человек на 2001 год. Занимает площадь 15,51 км².